# Amalrich von Tyrus
Amalrich von Tyrus (* um 1272; † 5. Juni 1310 in Nikosia) war Titularfürst von Tyrus, Konstabler von Jerusalem, sowie Konstabler und Regent von Zypern.

## Leben
Er war ein Sohn von Hugo III., König von Zypern und Jerusalem, und Isabella von Ibelin. Sein Bruder Johann I. beerbte den Vater als König von Zypern und Jerusalem.
Nach dem Tod Humfrieds von Montfort 1284, fiel dessen Herrschaft Tyrus an die Krondomäne Jerusalems zurück. Amalrich erhielt daraufhin von seinem gerade erst gekrönten Bruder Johann Tyrus als Lehen. Anscheinend wurde die Herrschaft zu einem Fürstentum erhoben.
Er entkam der Belagerung von Tripolis, wo er die zypriotischen Truppen befehligt hatte, und wurde im April 1289 zum Konstabler von Jerusalem ernannt. Er nahm auch 1291 an der Belagerung von Akkon teil, wo er bis zum Eintreffen seines Bruders, König Heinrich II., das Oberkommando innehatte. Beim Fall der Stadt entkam er mit seinem Bruder nach Zypern. Etwa zeitgleich besetzen die Mamluken auch Tyrus.
Als sein Bruder Guido um 1302 starb, wurde Amalrich dessen Nachfolger als Konstabler von Zypern.
Heinrich war auf Zypern unpopulär und wurde am 26. April 1306 mit Hilfe der Tempelritter und einiger Barone durch Amalrich als Gouverneur und Regent ersetzt. Der Umsturz verlief gewaltlos, da Heinrich wenig Unterstützung hatte. Heinrich wurde in Strovolos festgesetzt.
Amalrichs Regierung hingegen war anfangs populär. Er stellte die Beziehungen zur Republik Venedig, zur Republik Genua und zum Johanniterorden wieder her. Durch seine 1293 geschlossene Ehe mit Isabella von Armenien knüpfte er enge Bande mit dem benachbarten Königreich Kleinarmenien. Dennoch war er gezwungen, die päpstliche Direktive zur Festnahme der Tempelritter zu befolgen, als der Orden aufgelöst wurde, was zu einem kleinen Aufstand zugunsten Heinrichs im Januar 1308 führte. Der Aufstand brach rasch zusammen, doch Amalrich war gezwungen, einige Adlige einzusperren, darunter Ruben von Montfort, Johann von Dampierre, sowie einige Mitglieder der Familie Ibelin. Im April wurden zwei Ibelins nach Armenien ins Exil geschickt, Johann von Dampierre wurde von einer aufgebrachten Menge tödlich verwundet, als er versuchte, mit Heinrich in Kontakt zu treten. Im Februar 1310 schickte Amalrich auch Heinrich nach Armenien ins Exil.
Am 5. Juni 1310 wurde er von Simon von Montolif ermordet. Eine Verschwörung hinter dieser Tat konnte nicht nachgewiesen werden, sie wird für das Ergebnis eines privaten Streits gehalten. Nach seinem Tod wurde sein Bruder Aimery zum Gouverneur von Nikosia proklamiert, aber bald geschlagen und eingesperrt, und Heinrich II. kehrte an die Regierung zurück.

## Nachfahren
Amalrich und Isabella hatten fünf Söhne und eine Tochter:
- Hugo von Lusignan († 1318/1323 in Armenien), Herr von Crusoche ⚭ Eschiva von Ibelin († nach 1324), Herrin von St. Nikolaus, Tochter von Philip von Ibelin († 1304)
- Heinrich von Lusignan († vor 1323 in Armenien)
- Guido von Lusignan († 1344 in Armenien), als Konstantin IV. König von Armenien
- Johann von Lusignan († 7. August 1343 in Armenien), zeitweise Konstabler und Regent von Armenien
- Bohemund von Lusignan († 17. April 1344 in Armenien), Herr von Korykos (1336) ⚭ 1340 Euphemia von Neghir († nach 1381 in Jerusalem), Tochter von Balduin von Neghir, Marschall von Armenien
- Agnes (Maria?) von Lusignan († nach 1309) ⚭ um 1305 Leon IV., König von Armenien

Nach Amalrichs Tod blieben seine Witwe und seine Kinder in Armenien. Nur seine Tochter starb eines natürlichen Todes, seine Witwe und seine Söhne wurden sämtlich ermordet.